# Matt Adler
Matthew D. Adler, detto Matt (Los Angeles, 8 dicembre 1966), è un attore statunitense.

## Vita privata
Nel 2000 ha sposato l'attrice statunitense Laura San Giacomo.

## Filmografia parziale

### Cinema
- Voglia di vincere (Teen Wolf), regia di Rod Daniel (1985)
- Navigator (Flight of the Navigator), regia di Randal Kleiser (1986)
- Una gita pericolosa (White Water Summer), regia di Jeff Bleckner (1987)
- Donne amazzoni sulla Luna (Amazon Women on the Moon), registi vari (1987)
- Galeotti sul pianeta Terra (Doin' Time on Planet Earth), regia di Charles Matthau (1988)
- Un piccolo sogno (Dream a Little Dream), regia di Marc Rocco (1989)
- Lolita - I peccati di Hollywood (Quiet Days in Hollywood), regia di Josef Rusnak (1997)
- The Peacemaker, regia di Mimi Leder (1997)

### Televisione
- Trapper John (Trapper John, M.D.) (1985)
- Una mamma quasi perfetta (Life with Bonnie) (2003-2004)

## Doppiatori italiani
Nelle versioni in italiano delle opere in cui ha recitato, Matt Adler è stato doppiato da:
- Marco Guadagno in Voglia di vincere
- Vittorio De Angelis in Una gita pericolosa
- Manfredi Aliquò in Un piccolo sogno